# Courrendlin
Courrendlin är en ort och kommun i distriktet Delémont i kantonen Jura, Schweiz. Kommunen har 3 667 invånare (2023). Den 1 januari 2019 inkorporerades kommunerna Rebeuvelier och Vellerat in i Courrendlin.